# Воронін Микола Федорович
Микола Федорович Воронін (19 травня 1912, місто Харків — ?) — український радянський діяч, секретар Чернігівського обласного комітету КПУ, 1-й секретар Комінтернівського райкому КП(б)У міста Харкова.

## Біографія
Член ВКП(б) з 1941 року.
Перебував на відповідальній партійній роботі.
На 1951—1953 роки — 1-й секретар Комінтернівського районного комітету КП(б)У міста Харкова.
У жовтні (затв.) 1954 — 11 січня 1963 року — секретар Чернігівського обласного комітету КПУ.
15 січня 1963 — 7 грудня 1964 року — секретар Чернігівського промислового обласного комітету КПУ і голова Чернігівського промислового обласного комітету партійно-державного контролю. Одночасно, в січні 1963 — 10 грудня 1964 року — заступник голови виконавчого комітету Чернігівської промислової обласної ради депутатів трудящих.
7 грудня 1964 — лютий 1966 року — секретар Чернігівського обласного комітету КПУ. Одночасно, 10 грудня 1964 — грудень 1965 року — заступник голови виконавчого комітету Чернігівської обласної ради депутатів трудящих та голова Чернігівського обласного комітету партійно-державного контролю.
У грудні 1965 — 1970 року — голова Чернігівського обласного комітету народного контролю.
Подальша доля невідома.

## Нагороди
- орден Трудового Червоного Прапора (26.02.1958)
- ордени
- медалі